# Liste deutschsprachiger Esoterik-Verlage
Die Liste deutschsprachiger Esoterik-Verlage führt deutschsprachige Buchverlage bzw. Imprints auf, bei denen Schrifttum zu den Themenbereichen Esoterik, Grenzwissenschaften und Spiritualität den Programmschwerpunkt bildet oder bildete. Die alphabetische Ordnung folgt dem Familiennamen, wenn der Verlagsname einen Personennamen enthält. Vorangestelltes „Verlag …“ und Ähnliches wird nicht berücksichtigt, das heißt „Verlagshaus Hans Mustermann“ wird unter „Mustermann“ eingeordnet, ebenso werden Artikel und andere Funktionswörter nicht berücksichtigt.

## A
- Adonistischer Verlag / Adonistische Verlagsanstalt / E. Bartels Verlagsanstalt, Berlin-Weißensee (Schriften von Franz Sättler)
- Ansata Verlag, München
- Ansata-Verlag Paul A. Zemp, Interlaken
- Aquamarin Verlag, Grafing
- Verlag Max Altmann, Leipzig (Zeitschrift Zentralblatt für Okkultismus)
- Ariston Verlag, Genf & München
- Arkana-Verlag, Ulm (Verlagsmarke von Random House)
- Astra-Verlag / Verlag H. Timm, Leipzig (Astrologie)
- Aurum Verlag, Bielefeld
- Avalun-Verlag, Gettenbach → Heinrich Schwab Verlag

## B
- Hermann Barsdorf Verlag, Berlin
- Otto Wilhelm Barth Verlag, München
- Hermann Bauer Verlag, Freiburg im Breisgau
- Johannes Baum Verlag, Berlin & Pfullingen (Zeitschrift Die weiße Flagge; Neugeist-Bewegung)
- Baumann Verlag / F. E. Baummanns Verlag, Leipzig
- Baumgartner Verlag, Warpke-Billerbeck, Hann. (Astrologie)
- Verlag Wilhelm Becker, Berlin-Steglitz (Zeitschrift Die Astrologie)
- Verlag Alexander Bernhardt, Vomperberg
- Johanna Bohmeier, Bergen an der Dumme, Soltendieck & Leipzig
- Verlag Brandler-Pracht, Berlin-Charlottenburg

## C
- Chiron Verlag, Tübingen (Astrologie)

## D
- Eugen Diederichs Verlag, Jena, dann Leipzig, dann Düsseldorf & Köln, dann München
- Drei Eichen Verlag, Hammelburg
- Droemer Knaur Esoterik, München

## E
- Ebertin Verlag, Aalen (Astrologie)
- Edition Ananael, Wien & Bad Ischl
- Edition Astrodata, Wettswil (Astrologie)
- Edition Magus, Königswinter → Verlag Ralph Tegtmeier
- Edition Oriflamme,  Chamaret, Frankreich (Rosenkreuzer, Theosophie, Hermetik)
- Verlag Esoterische Philosophie, Hannover
- Evangelische Zentralstelle für Weltanschauungsfragen, Berlin (christliche Apologetik; Reihe EZW-Texte)

## F
- Verlag Hans Fändrich / Verlag Buchhandlung Gebrüder Fändrich, Leipzig
- Verlag Freies Geistesleben, Stuttgart (Anthroposophie)
- Verlag der Freude, Wolfenbüttel

## G
- Goldmann Esoterik / Goldmann Arkana, München → Arkana Verlag
- Th. Grieben's Verlag (L. Fernau), Leipzig
- Govinda-Verlag, Zürich

## H
- Esoterischer Verlag Paul Hartmann, Bürstadt
- Verlag Wilhelm Heims, Leipzig
- Hesper Verlag, Saarbrücken
- Heyne Spiritualität und Esoterik, München
- Richard Hummel Verlag, Leipzig
- Verlag Ulrich Huter / Aratos-Verlag, München

## I
- Integral Verlag, München
- Inveha-Verlag / Okkulter Buch-Verlag „Inveha“, Berlin (Fraternitas Saturni)

## K
- Kailash Verlag, München
- Kersken Canbaz Verlag Uelzen-Holdenstedt
- Königsfurt-Urania Verlag, Krummwisch
- Verlag Die Kommenden, Freiburg (Anthroposophie)
- Kopp Verlag, Rottenburg am Neckar
- Kyborg Institut & Verlag, Flörsheim-Dalsheim

## L
- Lebensweiser Verlag, Gettenbach → Heinrich Schwab Verlag
- Leuchterhand Verlag, Kindenheim
- Lichtkristallverlag, Überlingen am Bodensee
- Linser Verlag, Berlin-Pankow
- Lotos Verlag, München

## M
- Verlag Magische Blätter, Leipzig
- Verlag Oswald Mutze, Leipzig (Zeitschrift für Spiritismus und verwandte Gebiete / Zeitschrift für Seelenleben und verwandte Gebiete, später Zeitschrift für Parapsychologie)

## O
- Origo Verlag, Zürich
- Osirisverlag, Sersheim

## P
- Pansophie-Verlag, Leipzig & Berlin (Zeitschrift Pansophia; Pansophie, Rosenkreuzer)
- Peyn und Schulze / Petra Schulze Verlag, Bergen an der Dumme (Zeitschrift AHA. Magazin des neuen Äons); s. a. Johanna Bohmeier Verlag
- Ernst Pieper Ring-Verlag, Düsseldorf
- Pfister und Schwab Verlag, Gettenbach → Heinrich Schwab Verlag
- Phänomen-Verlag, Sencelles, Spanien (Yoga, Spiritualität, Psychologie, Philosophie,)
- Philosophisch-Theosophischer Verlag, Berlin (Anthroposophie)
- Prana-Verlag, Pfullingen
- Psychosophische Gesellschaft / Genossenschaft Psychosophia / Thelema Verlag, Zürich (Zeitschrift Oriflamme); Verlag Psychosophische Gesellschaft in der Schweiz, Stein AR
- Pyramidenverlag, Berlin

## R
- Paul Raatz Verlag, Berlin
- Otto Reichl Verlag „Der Leuchter“, Remagen
- Verlag Herbert Reichstein, Berlin u. a. (Ariosophie)
- Reichel Verlag, Regensburg
- Renatus-Verlag, Lorch
- Verlag Karl Rohm, Lorch
- Rudolphsche Verlagsbuchhandlung, Dresden (Talisman-Bücherei)
- Verlag Dieter Rüggeberg, Wuppertal

## S
- Bücher der Schatzkammer / Schatzkammerverlag Hans Fändrich / Edition Schatzkammer Fändrich, Calw u. a.
- Verlag Richard Schikowski, Berlin
- Heinrich Schwab Verlag, Gelnhausen & Argenbühl
- Silberschnur Verlag, Güllesheim
- Sphinx Verlag, Basel
- Spirit Rainbow Verlag, Aachen
- Verlag Max Spohr, Leipzig
- Verlag Stein der Weisen / Stein-der-Weisen-Verlag Kersken-Canbaz / Kersken-Canbaz-Verlag, Bergen an der Dumme, Berlin & Holdenstedt; s. a. Johanna Bohmeier Verlag
- Rudolph Steiner Verlag, Dornach (Anthroposophie)
- Verlag der Stiftung Gralsbotschaft, Stuttgart

## T
- Verlag Ralph Tegtmeier, Königswinter
- Verlag des Theosophischen Wegweisers / Theosophische Central-Buchhandlung Edwin Böhme, Leipzig (Zeitschrift Theosophischer Wegweiser)
- Theosophisches Verlagshaus, Leipzig
- Theosophischer Kultur-Verlag / Verlag der „Theosophischen Kultur“, Leipzig (Zeitschrift Theosophische Kultur)
- Thelema-Verlags-Gesellschaft, Leipzig
- Turm Verlag, Bietigheim-Bissingen

## U
- Verlag Urachhaus, Stuttgart (Anthroposophie)
- Urania Verlag, Sauerlach und Neuhausen am Rheinfall → Königsfurt-Urania Verlag
- Uranus Verlag Max Duphorn, Bad Oldesloe
- Uranus-Verlag, Memmingen (Astrologie)

## V
- Vollrath Verlag / Astrologischer Verlag Dr. Hugo Vollrath / Centrale für Reformliteratur / Theosophisches Verlagshaus Vollrath / Lotus-Verlag, Leipzig (Zeitschrift Theosophie)

## W
- Verlag „Wahrheit“, Leipzig
- Windpferd Verlag, Oberstdorf

## Z
- Verlag Paul Zillmann, Groß-Lichterfelde (Neue Metaphysische Rundschau)